# 萬行寺
萬行寺（まんぎょうじ）は、福岡県福岡市博多区にある浄土真宗本願寺派の寺院である。

## 概要
博多の中心部、祇園町の国体道路に面したところにある寺院。近隣には櫛田神社やキャナルシティ博多が近くにある。
創建から本願寺との関わりも深く、近代までは筑州における西本願寺の出先機関としても機能したほか、七里恒順といった名僧も住していた。
歴史ある寺院であり、福岡を代表する浄土真宗の寺院のひとつであるが、境内は日中開放されており、本堂にも参拝できる開かれた寺院でもある。

## 境内
- 本堂
- 山門 - 山門につけられている大きな寺紋は、第5世住職正海が石山合戦の際、本願寺の援軍であった広島の毛利家と共に武器、食料などを輸送した功により、毛利家から裏紋であるおもだか紋を与えられたことによる。
- 明月尼墓 - 明月は源氏名で本名はお秋という。両親や許婚を亡くし、生きる希望を失い遊郭に売られた薄幸の美女であったが、供養のため訪れた萬行寺で住職の正海と出会い、熱心に参詣を続けた。22歳で病死したが、四十九日の朝、墓を破って一輪の白い蓮の花が咲き、墓を掘りあらためたところ明月の亡骸は今なお生きているようで、微かに微笑むその口から茎が伸びでていたという。

## 沿革
享禄2年（1529年）に本願寺第8世蓮如の命により、性空（七里隼人）が開基となり普賢堂町に草庵を結ぶ。
天文5年（1536年）に本願寺から萬行寺の寺号を許される。
弘治3年（1557年）に普賢堂町より、櫛田神社前の冷泉町（旧・馬場町）へ移転し、冷泉町は萬行寺前町と呼ばれるようになる。
寛文5年（1665年）に現在の地である祇園町に移転。

## 文化財

### 重要文化財
- 木造阿弥陀如来立像（快成作）令和1年（2019年）7月23日指定。

### 福岡市指定文化財
- 紙本墨画 梅に鳩・東坡風水洞図 六曲屏風　平成28年（2016年）2月16日指定。
- 萬行寺資料　平成28年（2016年）2月16日指定。[3]